# Don Juan de Austria
Don Juan de Austria vagy Ausztriai János (Regensburg, Német-római Birodalom, 1547. február 24. – Namur, Spanyol-Németalföld, ma Belgium, 1578. október 1.) spanyol hadvezér, V. Károly német-római császár és spanyol király törvénytelen fia. 1571. október 7-én a keresztény hadak fővezéreként fényes győzelmet aratott az oszmán flotta felett a lepantói tengeri ütközetben.

## Élete
A későbbi Don Juan de Austria V. Károly német-római császár és egy regensburgi polgárlány, Barbara Blomberg gyermekeként született. Először Brüsszelben élt, ahol anyja megházasodott, majd 1554-ig Madrid közelében nevelőszülőknél lakott Geronimo (Jeromos) néven. Ekkor a császár egyik fő bizalmasa, Don Luis Méndez de Quijada családjába került, Villagarcia várába. V. Károly végrendeletének záradékában elismerte fiának Geronimót, és örököse gondoskodásába ajánlotta. V. Károlyt törvényes fia, Fülöp követte a trónon, aki 1559-ben elismerte féltestvérének a törvénytelen fiút, és a Don Juan de Austria nevet adta neki.
Don Juan de Austria három éven át Alcalfiban tanult unokatestvérével, a spanyol trón várományosával, Don Carlosszal és Alessandro Farnesével, Parma leendő hercegével. A király egyházi pályára szánta, de Don Juan elérte bátyjánál, hogy katona lehessen. 1568-ban egy 33 gályából álló egység parancsnokává nevezték ki, és első akciójában az algériai kalózok ellen harcolt.
1569–70-ben a felkelő moriszkók ellen lépett fel Granadában, és az egyik csatában súlyosan meg is sebesült. Hadi sikereit követően a Szent Liga flottájának lett a fővezére, amelyet II. Fülöp, V. Piusz pápa, a Velencei Köztársaság és több városállam, illetve lovagrend állított ki a törökök ellen. 1571. október 7-én a flotta elsöprő győzelmet aratott a lepantói csatában Müezzinzade Ali pasa hajóhada felett. Don Juan de Austria a keresztény világ ünnepelt hőse lett. 1573-ban elfoglalta Tuniszt. A szövetség azonban szétesett, és a velenceiek különbékét kötöttek a szultánnal, és Tunisz egy év múlva ismét elesett.
1576-ban Németalföldre küldték helytartónak, amely a reformáció lázában forrongott. Don Juan de Austria 1578. január 31-én Gembloux közelében legyőzte a lázadókat. A spanyol hajóhadat Anglia ellen készítette volna fel, amikor a namuri táborban kitört pestisjárvány áldozata lett.